# Lejdtrafiken

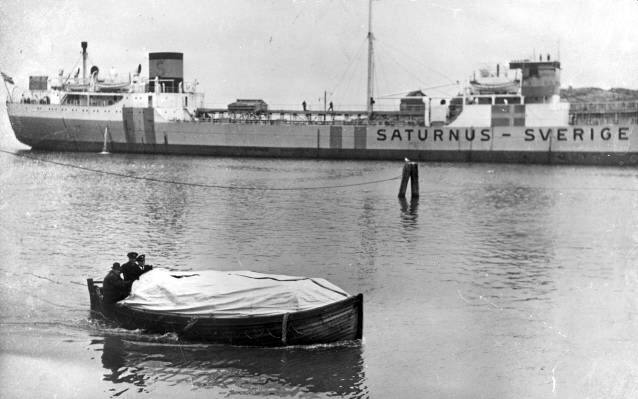
Lejdfartyget Saturnus i Göteborgs hamn 1942.

Lejdtrafiken, eller Göteborgstrafiken, var den sjöhandel som Sverige under andra världskriget bedrev till och från Göteborg. Efter att Tyskland ockuperat Danmark och Norge 9 april 1940 hade Sverige avskurits från handel västerut, och led därmed brist på olika varor, bland annat olja som var en nödvändighet för Sveriges försvarsförmåga. Tyskland hade lagt ut en minspärr som även bevakades med flotta och flyg, Skagerackspärren, och Storbritannien hade på sin sida upprättat en blockad mot Tyskland och tyskockuperade länder. Sverige låg därför innanför dubbla blockadlinjer, och riskerade att bli helt beroende av Tyskland. Först efter omfattande förhandlingar med de båda krigförande sidorna kunde trafiken komma till stånd.
Flera krav måste dock uppfyllas för att den skulle tillåtas. Bland annat var fartygen tvungna att genomgå kontroller av båda sidor, och antalet passager måste vara detsamma i båda riktningar. Vid flera tillfällen orsakade krigets händelser konflikter mellan Sverige och de krigförande, vilka ledde till att trafiken periodvis stoppades. Sammanlagt gjordes 459 resor genom spärren av 79 fartyg, av vilka tio sänktes. Handeln var mycket viktig för Sveriges försörjning under krigsåren, även om den endast motsvarade en mycket liten del av Sveriges fredstida handel.

## Bakgrund
Efter Tysklands angrepp på Danmark och Norge den 9 april 1940 spärrades Skagerrak av av båda de krigförande parterna. Under perioden 14 april – 10 juni sänktes i Skagerrak hela 13 svenska handelsfartyg samt ett mindre antal fiskefartyg av minsprängningar och torpederingar. Det stod därmed klart att Sverige nu var helt isolerade från kontakt med världshaven via Skagerrak. Man var därför helt beroende av handeln med Tyskland, samt med av Tyskland ockuperade länder. Handeln med Tyskland fördubblades.
Det fanns fortfarande möjlighet att bedriva handelssjöfart västerut via den finska staden Petsamo i nordligaste Finland (nuvarande Petjenga). Svenska pengar och resurser satsades på att förbättra vägen genom finska Lappland för transporter till och från Sverige. Petsamotrafiken utvecklades snabbt och i slutet av sommaren omsattes omkring 1 000 ton varor per dag i hamnen. Av dessa hade Sverige rätt till 25 procent av importvolymen och 15 procent av exportvolymen, vilket var en försvinnande liten del av det normala svenska handelsutbytet. Denna trafik tilläts av Storbritannien, som därigenom kunde erhålla svenska kullagerprodukter, men i september stoppades trafiken av Tyskland. När fortsättningskriget bröt ut vid midsommar 1941 stängdes hamnen helt, och i vapenstilleståendet efter kriget förlorade Finland hela Petsamoområdet vid Ishavet.

### Första fartygen genom spärren

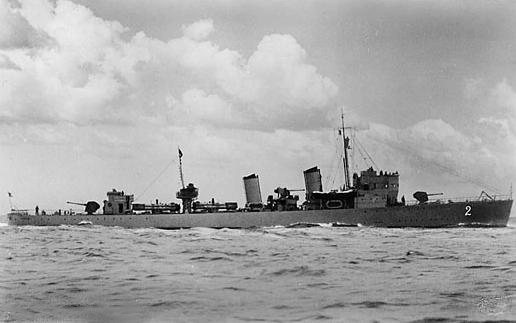
Jagaren var ett av fartygen som eskorterade 1940.

I september 1940 kunde ett svenskt handelsfartyg för första gången få tillstånd av båda krigförande sidor att passera skagerrakspärren. Det var tankfartyget M/T Sveadrott med en last av 13 700 ton olja från Mexikanska golfen på väg till Göteborg. För att passagen skulle tillåtas krävde de krigförande att fartyget genom Skagerrak skulle eskorteras av svenska örlogsfartyg, vilka skulle fungera som en garant att ingen sida skulle försöka kapa henne. Till detta uppdrag utsågs jagaren HMS Nordenskjöld (12) och hjälpkryssaren Waria. I slutet av augusti målades blå-gula band i fören och aktern på jagaren och strålkastare monterades som lyste upp fartygets fasad. Besättningarna hölls ovetande om uppdraget, och fick endast veta att de skulle vara borta i minst tio dagar. Den 1 september lämnade fartygen Göteborg tillsammans med tankbåten Tvåan och gick mot Kristiansand på norska sydkusten. Där bunkrades de båda örlogsfartygen, vartefter de avgick mot mötesplatsen medan Tvåan kvarlämnades. På kvällen den 5 september mötte fartygen Sveadrott i Nordsjön mellan Bergen och Shetlandsöarna och hemresan påbörjades. Ett brittiskt spaningsplan och ett stort antal tyska bombplan siktades under färden, men inget av dessa gjorde några anfall och den 8 september anlände konvojen till Göteborg.
Tankfartygen Sveadrott och Castor fick i oktober 1940 tillstånd att på utfärd från Göteborg passera den tyska blockadlinjen.

## Trafiken
Lejdtrafiken föregicks av omfattande förhandlingar mellan Sverige och de krigförande. Till grund för förhandlingarna med Storbritannien låg ett krigshandelsavtal mellan Sverige och Storbritannien från november 1939, där bland annat den svenska malmexporten till Tyskland hade begränsats till 1938 års volym. De svenska argumenten för att få till stånd denna trafik var hos de allierade att den svenska försvarsmakten skulle försvagas utan denna import och att Sverige då skulle bli ett lätt byte för Tyskland. I förhandlingarna med Tyskland framhölls att den svenska industrin skulle avstanna och den för Tyskland krigsviktiga exporten till Tyskland skulle sina utan importen västerifrån. Den brittiska blockadmyndigheten gav i slutet av november 1940 tillstånd till trafiken med följande villkor:
- Fyra fartyg i månaden skulle tillåtas passera ut och in till Göteborg, med förutsättningen att antalet ingående och utgående fartyg skulle vara lika.
- Fartygen skulle vara försedda med brittiska navicerts, följa brittiska flottans kursanvisningar och ej underkasta sig tysk kontrabandskontroll.

Tyskland gav sitt tillstånd till lejdtrafiken den 7 februari 1941 men hade dessförinnan tillåtit enstaka fartyg att utlöpa. För bestämning av kursanvisningar och varukategorier krävdes fortsatta förhandlingar med de krigförande.
Genom lejdtrafiken importerades petroleumprodukter framförallt till det svenska försvaret, bland annat till de svenska örlogsfartyg som under juli-september 1942 skötte eskorteringen av malmtrafiken. Kraven från de krigsförande var dock att fartygen skulle genomgå en tysk identifiering, ej kontroll, i Kristiansand, och en engelsk kontroll på Färöarna. Dessutom fick fartygen endast ha svensk besättning. Ett tyskt krav var dessutom att fartygen inte fick passera genom det område runt Storbritannien i vilket tyska sjöstridskrafter opererade.
Handel fick endast ske med neutrala länder och inledningsvis bedrevs den huvudsakligen med USA. Efter USA:s inträde i kriget i december 1941 gick handeln huvudsakligen på Sydamerika framförallt Argentina. Genom handeln kunde Sverige i stort sett upprätthålla sin export av papper och pappersmassa, samt kunde importera för försörjningen väsentliga produkter som mineralolja, kaffe, bomull, spannmål och verkstadsvaror. Inledningsvis var spannmålsimporten viktig på grund av de mycket dåliga skördeåren 1940-41. Oljeimporten hölls på ett minimum av de allierade, med ca 10% av normal import, och särskilt kritiskt blev försörjningsläget i början av hösten 1942. Från början av 1943 ökade importen av olja så att den uppgick till knappt 15% av förkrigstida importen. Import av en del andra produkter som exempelvis rågummi och inledningsvis även nickel godkändes ej av Storbritannien. Med tiden blev antalet tillåtna importvaror allt färre. Handeln var mycket viktig för Sveriges försörjning under krigsåren, även om den endast omfattade en liten del av Sveriges fredstida import.

### Lejdtrafiken inleds

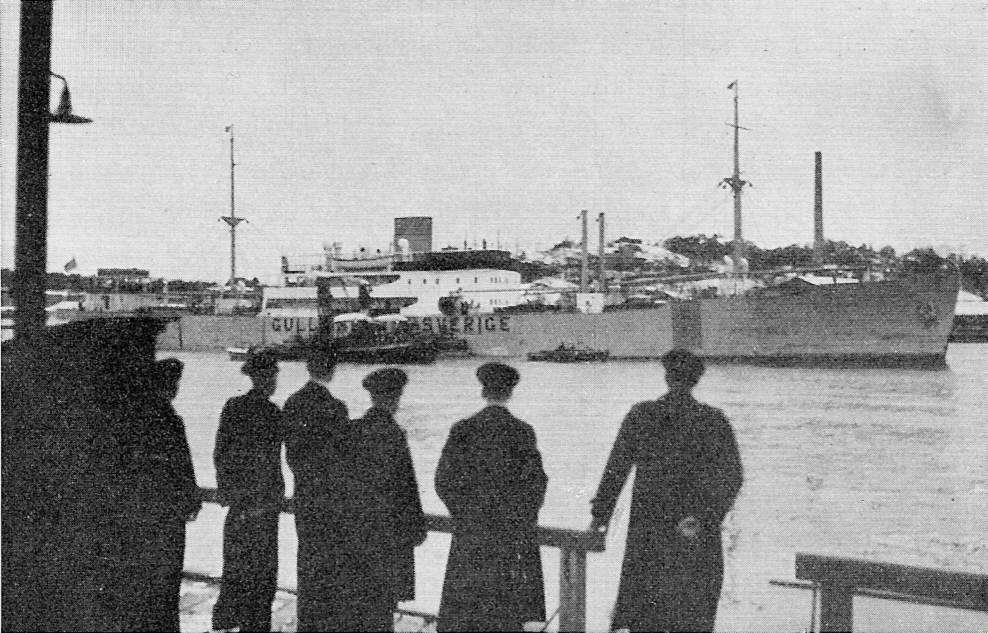
M/S Gullmaren var det andra fartyget att få lejd genom atlantspärren.

Vid årsskiftet 1940-1941 skedde den första passagen i den egentliga lejdtrafiken. Det var Transatlantics M/S Gullmaren, som nådde Göteborg den 30 december 1940 med 6 500 ton livsmedel i lasten. Samtidigt lämnade samma bolags nybyggda fartyg Remmaren hamnen för resa västerut.

### 1941
Under det första kvartalet gjordes 20 utväxlingar av fartyg genom spärren och i början av mars meddelade svenska utrikesdepartementet att man hade träffat en principiell överenskommelse med de krigförande om att fem svenska fartyg per månad skulle släppas in genom spärren, förutsatt att lika många gick tillbaka västerut. Anledningen till detta var att den engelska sidan inte ville att antalet fartyg i den svenska tysklandshandeln skulle öka, och den tyska sidan ville inte att antalet skulle minska.
Trots de garantier från de krigförande om att fartygen skulle få fri lejd sänktes under det första kvartalet hela fem fartyg, nämligen Göteborg, M/S Murjek, M/S Kexholm, M/S Venezuela och M/T Castor, vilket tydliggjorde hur osäker lejdtrafiken var. Den 1 april meddelade Tyskland att operationsområdet hade utvidgats hela vägen till Grönlands kust, något som gjorde det omöjligt för de svenska fartygen att uppfylla kravet att inte passera det tyska operationsområdet. Dessutom meddelade Storbritannien att man hade minerat farvattnen hela vägen till Grönland. Dessa förhållanden tvingade lejdtrafiken till ett uppehåll i tre månader.
I slutet av juli kunde lejdtrafiken återupptas, dock först efter att Sverige hade gått med på nya villkor:
- På varje fartyg skulle finnas en kontrollofficer som utsetts av svenska staten. Denne hade i uppgift att övervaka att ingen kommunikation skedde mellan de svenska fartygen och de krigförandes myndigheter, annan än den som var nödvändig för passagen. Anledningen härtill var att de krigförande ville vara säkra på att underrättelser om bland annat mineringar inte skulle vidarebefordras till fienden.[14]

- Sverige fick inte framföra några ersättningskrav eller klagomål i de fall lejdfartygen utsattes för krigshandlingar kring Färöarna.

- Lejdfartygen skulle ovillkorligen följa bestämda rutter. Till en början gällde detta endast operationsområdet runt Storbritannien men kom senare att omfatta hela Nordatlanten.[17]

- Alla lejdfartygs positioner skulle dagligen rapporteras till London och Berlin, senare även Washington.[17]

- Lejdfartygen skulle målas med de svenska färgerna och märkas så att de var lätta att känna igen.[17]

Under återstoden av år 1941 gjordes 22 fartygsutväxlingar.

### 1942
År 1942 utvidgades lejdtrafiken väsentligt, 66 fartyg lämnade Göteborg medan 58 fartyg ankom. Trafiken omfattade då en femtedel av hela Sveriges import. Detta var av mycket stor vikt för Sverige, då 1942 ur försörjningssynpunkt var det värsta krigsåret för landet. De mängder av spannmål, kaffe, kakao, bomull, hudar, bildelar och olja tillfördes Sverige fick stor betydelse för landets försörjning åt industrin och folket.
Under 1942 sänktes tre lejdfartyg, Argentina och Uddeholm i början av juli, och Remmaren i oktober. Alla sänkningar var till följd av minsprängningar.

### 1943
Den 9 januari 1943 sänktes två lejdfartyg, Brasil och Sveajarl till följd av minsprängningar.
Från en 15 januari uppstod åter igen ett avbrott i lejdtrafiken, denna gång med anledning av de så kallade kvarstadsbåtarna. Dessa var norska fartyg som i befunnit sig i Sverige under den tyska invasionen av Norge den 9 april 1940. Tyskland ville att dessa båtar skulle föras till tyska hamnar, men den norska exilregeringen i London rekvirerade fartygen till den nybildade Nortraship i London.  Den 31 mars 1942 försökte tio fartyg bryta igenom Skagerrakspärren i Operation Performance varav två fartyg, M/S Lionel och M/S Dicto, valde att återvända till Göteborg där de hindrades av svenska myndigheter från att löpa ut. Efter hård press från de allierade tilläts fartygen i början av 1943 åter att löpa ut, varför lejdtrafiken stoppades av tyskarna eftersom man i försöken att hindra Lionel och Dicto kunde ta fel på svenska lejdfartyg som lämnade Göteborg. Efter försäkran om att de norska båtarna inte skulle försöka göra en genombrytning under den ljusa delen av året, kom lejdtrafiken åter igång i maj, och under 1943 ankom 46 fartyg till Göteborg och 44 avgick. Med anledning av de många minsprängningarna utrustades lejdfartygen från och med våren 1943 med egna minsvepningsanordningar, paravaner, vilket medförde att inga fler fartyg minsprängdes. I oktober stoppades återigen lejdtrafiken med hänvisning till Lionel och Dicto.

### 1944
Efter ett nytt avtal med tyskarna i början av 1944 kom lejdtrafiken igång, och varade till krigsslutet. Under 1944 klarade sig lejdfartygen helt utan förluster. 78 lejdfartyg ankom och 77 avgick under året, vilket därmed blev det år så flest resor genomfördes.

### 1945
Fram till vapenstilleståndet ankom under 1945 14 fartyg till Göteborg och 8 avgick.

## Sänkningar
79 fartyg gjorde sammanlagt 232 resor ut och 227 resor in genom Skagerrakspärren. Trots den avtalade lejden sänktes hela tio av dessa fartyg och 166 svenska sjömän miste livet.
| Fartyg    | Typ        | Rederi                          | Bruttodräktighet   | Datum            | Orsak    | Position     | Resa                    | Last                    | Omkomna |
| --------- | ---------- | ------------------------------- | ------------------ | ---------------- | -------- | ------------ | ----------------------- | ----------------------- | ------- |
| Göteborg  | Lastfartyg | Svenska Lloyd                   | 820 registerton    | 25 februari 1941 | U 70?    | Nordatlanten | Reykjavik–Göteborg      | Sill i tunnor           | 23*     |
| Murjek    | Lastfartyg | Trafik AB Grängesberg-Oxelösund | 5 023 registerton  | 28 februari 1941 | U 95     | Nordatlanten | Santos–Göteborg         | Bomull och olja         | 31*     |
| Castor    | Tankfartyg | Trelleborgs Ångfartygs Nya AB   | 8 944 registerton  | 31 mars 1941     | U 46     | Nordatlanten | Port Arthur–Göteborg    | Oljor                   | 15      |
| Kexholm   | Lastfartyg | Svenska Amerika Mexiko Linien   | 3 776 registerton  | 12 april 1941    | Flygplan | Nordatlanten | Buenos Aires–Göteborg   | Majs, oljekakor         | Inga    |
| Venezuela | Lastfartyg | Rederi AB Nordstjernan          | 7 083 registerton  | 16 april 1941    | U 123    | Nordatlanten | Göteborg–Rio de Janeiro | Papper och pappersmassa | 49*     |
| Uddeholm  | Lastfartyg | Svenska Amerika Mexico Linien   | 3 606 registerton  | 6 juli 1942      | Minor    | Nordsjön     | Santos–Göteborg         | Bomull, kaffe med mera  | Inga    |
| Argentina | Lastfartyg | Rederi AB Nordstjernan          | 5 300 registerton  | 6 juli 1942      | Minor    | Nordsjön     | Santos–Göteborg         | Livsmedel, oljekakor    | 4       |
| Remmaren  | Lastfartyg | Rederi Transatlantic            | 3 775 registerton  | 22 oktober 1942  | Minor    | Nordsjön     | Buenos Aires–Göteborg   | Hudar, ull med mera     | Inga    |
| Sveajarl  | Tankfartyg | Stockholms Rederi Svea          | 10 317 registerton | 9 januari 1943   | Minor    | Nordsjön     | Göteborg–Buenos Aires   | Barlast                 | 36      |
| Brasil    | Lastfartyg | Rederi AB Nordstjernan          | 5 301 registerton  | 9 januari 1943   | Minor    | Nordsjön     | Göteborg–Buenos Aires   | Trä, papper, tryckegods | Inga    |

*) Samtliga ombordvarande omkom

### Göteborg
Den 25 februari 1941 avgick S/S Göteborg från Reykjavik med en last av sill i tunnor samt tre passagerare. Besättningen var på 17 man. Efter avfärden hördes fartyget aldrig mer av. Man vet att en orkan dragit fram mellan Island och Färöarna den 25-27 februari vilket kan ha orsakat förlisningen. Tyska källor gör dock gällande att fartyget sänktes av torpeder från den tyska ubåten U 70. Denna ubåt sänktes cirka två veckor senare av två brittiska korvetter.

### Murjek
Den 25 februari 1941 avgick M/S Murjek från Santos till Göteborg med en last av bomull och olja. De närmaste dagarna genomfördes telegramväxling med rederiet, men efter den 28 februari hördes fartyget aldrig mer av. Fartyget sänktes den 5 mars av den tyska ubåten U 95 WNW om Rockall.

### Castor
Den 12 mars avgick M/T Castor från Port Arthur, Texas mot Göteborg med en last av oljor. Den 31 mars omkring klockan kvart över åtta på morgonen träffades fartyget av en torped från den tyska ubåten U 46 nordväst om Irland. Vid explosionen antändes lasten vilket fick hela fartyget att börja brinna, och alla som befann sig på bryggan omkom. Fem personer stannade ombord i fartyget för att fira ned två livbåtar med de överlevande. Av dessa fem omkom alla utom en. Livbåtarna med de överlevande höll sig därefter i närheten av det brinnande vraket, tills de räddades av ett engelskt fartyg som landsatte dem i Curaçao.

### Kexholm
Den 18 mars 1941 avgick M/S Kexholm från Buenos Aires till Göteborg med en last av majs och oljekakor. På väg mot den brittiska kontrollen på Färöarna prejades fartyget den 11 april av ett engelskt vaktfartyg, som mot lejdtrafikens regler beordrade Kexholm att gå till Kirkwall. På väg dit anfölls fartyget nästkommande dag med kulspruteeld och bomber av ett tyskt flygplan, varpå det sjönk. Besättningen räddades av det brittiska vaktfartyget och landsattes i Kirkwall.

### Venezuela
Den 8 april avgick M/S Venezuela från Göteborg med en last av papper och pappersmassa. På resan mellan Kristiansand och Färöarna anfölls fartyget mitt på dagen av ett tyskt bombplan. Skadorna gjorde att fartyget endast kunde framföras med reducerad fart. Efter den brittiska kontrollen på Färöarna sattes kursen mot Rio de Janeiro och man beräknades vara framme den 2 maj. Den 17 april 1941 träffades fartyget av en torped från tyska ubåten U 123 under befäl av Karl-Heinz Moehle. Eftersom fartyget inte sjönk omedelbart avfyrades ytterligare fyra torpeder, varav två träffade.

### UddeholmochArgentina
Den 6 juli 1942 befann sig fartygen Argentina och Uddeholm sydväst om Norge på väg mot Göteborg. Uddeholm, som gick först, gick då på en mina, och bara minuter senare hände samma sak även Argentina, som sjönk på tre minuter. Fyra sjömän omkom. Anledningen till minsprängningarna var att tyskarna i juni hade skiftat positioner på minfälten i Skagerrak, och den avtalade vägen som lejdfartygen skulle färdas var därmed minerad. Efter kriget framkom att tyska myndigheter enligt gällande avtal hade meddelat skiftningen till lejdtransportchefen i Göteborg, men denne hade glömt att vidarebefordra detta till fartygen.

### Remmaren
Den 24 september 1942 avgick M/S Remmaren från Buenos Aires mot Göteborg med en last av linfrö, foderkakor, hudar och ull. Den 22 oktober i norra Nordsjön skakades fartyget av en våldsam explosion i förskeppet. Omkring två minuter senare inträffade ytterligare en explosion, och fartyget sjönk senare. Hela besättningen kunde rädda sig i fyra livbåtar. Tre av dessa upptogs senare av det svenska fartyget Sven Salén medan den fjärde tog sig in till Kristiansand. Vid sjöförklaringen spekulerades det om förlustorsaken. Senare har det visat sig att fartyget gick förlorat i en tysk minspärr.

### SveajarlochBrasil
I början av 1943 avgick tre lejdfartyg tillsammans från Göteborg, dessa var M/S Brasil, M/S Equador och M/S Sveajarl. Den 8 januari hade de genomgått tysk kontroll i Kristiansand och avgick mot Buenos Aires. I Skagerrak minsprängdes Sveajarl och klövs i två delar. De två övriga fartygen beordrade då full back och man började på Equador sjösätta två livbåtar för att rädda de nödställda. Bara en halvtimme senare minsprängdes även Brasil och ytterligare en halvtimme senare ännu en gång. Hela dess besättning tog sig därefter med livbåtar till Equador. Efter åtta timmars rodd kunde en av Equadors livbåtar ta sig tillbaka till fartyget efter att ha räddat nödställda från Sveajarl. Den andra kunde inte ta sig tillbaka utan samtliga ombordvarande omkom, varav sju ur Equadors besättning. Totalt omkom 42 svenska sjömän.

## Krigsriskersättningen
År 1939 slöt de fackliga parterna ett avtal om krigsriskersättning i olika zoner och hamnar. Ju farligare zon, desto högre krigsrisk. Till en början fick svenskarna behålla 50 kronor i månaden av sin krigsrisk, men summan höjdes senare till 150 kronor. Resten av pengarna skulle sättas in på ett spärrat KX-konto i Postsparbanken som endast skattemyndigheterna hade fri tillgång till. Ersättningen utgick den tid fartyget befann sig i respektive zon, med undantag för liggetid i neutral hamn.
En annan paragraf i krigsrisklagen stadgade att ersättningen upphörde när ett fartyg förlist. Den som drivit omkring länge på en flotte var alltså inte ersättningsberättigad. Missnöjet med krigsriskersättningen gjorde att 2 000 svenska sjömän mer eller mindre varaktigt seglade i andra nationers fartyg, där hela krigsrisken betalades ut med månadslönen.

### Om Ningpo-besättningen
Broströms fartyg M/S Ningpo blev lejdfartyg i början av 1941, när det befann sig i Stilla havet. Under reparation i Hongkong efter en tidigare minsprängning beordrade brittisk marin personal att fartyget skulle sänkas, vilket skedde den 11 december genom att öppna bottenventilerna. Den 15 december hölls avmönstring på konsulatet varefter besättningen inte fick någon hyra, och den 25:e kapitulerade Hongkong till japanska styrkor. I maj 1942 flyttades Ningpo-besättningen av japanerna till den internationella bosättningen i Shanghai. Flera i besättningen dog på grund av malaria och svält i Shanghai innan sjömännen efter kriget kunde resa hem med ett brittiskt trupptransportfartyg. De var framme i Liverpool den 30 december 1945. Den 2 januari kom besättningen till Malmö, och eftersom de inte hade nödvändiga papper och påstod sig komma från Kina, blev polisen misstänksam och låste in dem i häkte. Något som inte ens japanerna hade gjort tidigare. Följande morgon när missförståndet hade klarats upp frigavs besättningen.